# Parkhotel Rheydt

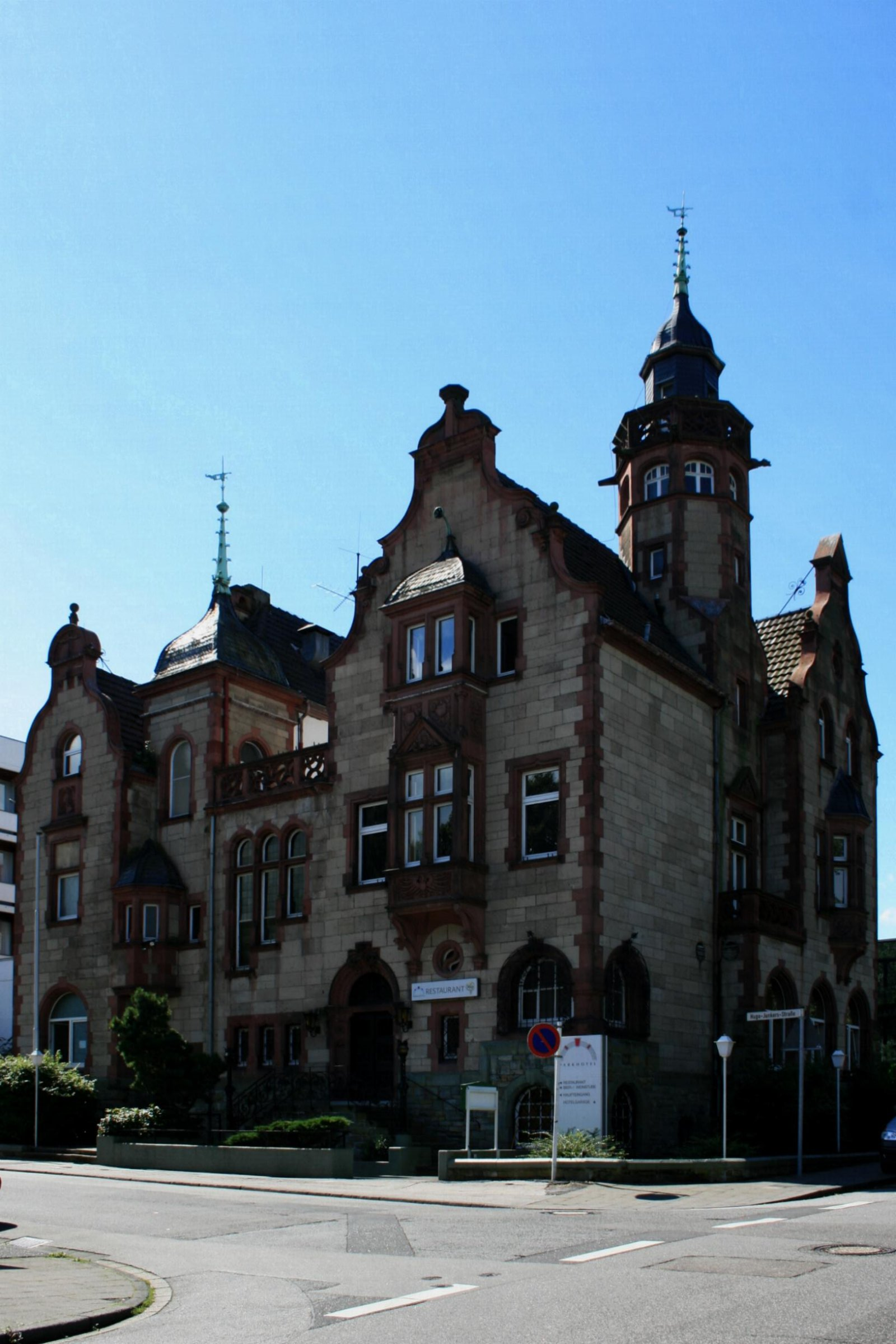
Parkhotel (2010)

Das Parkhotel Rheydt ist ein ehemaliges großbürgerliches Wohnhaus im Stadtteil Rheydt der Stadt Mönchengladbach in Nordrhein-Westfalen, Hugo-Junkers-Straße 2.
Das zwei- bis dreigeschossige Eckgebäude wurde 1898 für den Fabrikanten Paul Froriep durch den Architekten Robert Neuhaus erbaut und am 6. März 1989 unter Nr. H 052 in die Denkmalliste der Stadt Mönchengladbach eingetragen.
Das Gebäude ist erhaltenswert als repräsentativ gestaltetes großbürgerliches Wohnhaus des Historismus, das in Mönchengladbach und Rheydt zu den wichtigsten und qualitätsvollsten Beispielen seiner Gattung zählt.